# أنجيلا ثيربانتس
أنجيلا سرفانتس سوريباس (بالإسبانية: Ángela Cervantes Sorribas) هي مغنية وراقصة وممثلة إسبانية، ولدت في 2 يناير 1993 في برشلونة في إسبانيا.

## روابط خارجية
- Ángela Cervantes Sorribas على موقع IMDb (الإنجليزية)